# گروس‌شونو
گروس‌شونو (به آلمانی: Großschönau) یک منطقهٔ مسکونی در اتریش است که در ناحیه گموند واقع شده‌است. گروس‌شونو ۱٬۲۶۴ نفر جمعیت دارد.